# Torneo de Birmingham 2016
El  Aegon Classic 2016 fue un torneo de tenis de femenino jugado al aire libre en césped. Fue la 35ª edición del evento. Se llevó a cabo en el Edgbaston Priory Club de en Birmingham, Inglaterra, Reino Unido, entre el 13 y el 19 de junio de 2016.

## Cabeza de serie

### Individual
| Tenista             | Ranking | Preclasificada |
| Agnieszka Radwańska | 3       | 1              |
| Angelique Kerber    | 4       | 2              |
| Simona Halep        | 5       | 3              |
| Belinda Bencic      | 8       | 4              |
| Petra Kvitová       | 11      | 5              |
| Carla Suárez        | 15      | 6              |
| Madison Keys        | 16      | 7              |
| Karolína Plíšková   | 17      | 8              |
| Johanna Konta       | 18      | 9              |

- Ranking del 6 de junio de 2016

### Dobles
| Tenista                           | Ranking | Preclasificada |
| Chan Hao-ching Chan Yung-jan      | 11      | 1              |
| Sania Mirza Coco Vandeweghe       | 24      | 2              |
| Andrea Hlaváčková Lucie Šafářová  | 25      | 3              |
| Andreja Klepač Katarina Srebotnik | 53      | 4              |

## Campeonas

### Individuales
Madison Keys venció a  Barbora Strýcová por 6-3, 6-4

### Dobles
Karolína Plíšková /  Barbora Strýcová vencieron a  Vania King /  Alla Kudryavtseva por 6-3, 7-6(1)